# Radu Țuculescu
Radu Țuculescu (n. 1 ianuarie 1949, Târgu Mureș, România – d. 25 martie 2025, Sighetu Marmației, Maramureș, România) a fost un romancier, dramaturg, traducător din limba germană. Nepotul marelui pictor Ion Țuculescu și tatăl prozatorului Răzvan Țuculescu. A fost realizator TVR. Radu Țuculescu a fost unul din cei mai prestigioși romancieri ai generației sale. A fost distins de-a lungul carierei sale cu numeroase premii la nivel național, iar începând cu 2007 a cunoscut un real succes și în afara granițelor. Romanele sale au fost traduse, până în prezent, în Germania, Franța, Italia, Austria, Ungaria, Serbia, Cehia, Israel, iar piesele de teatru în cehă, maghiară, italiană, franceză, ebraică, engleză. Din 2008 piesele sale au intrat în repertoriul permanent al teatrului Orfeus din Praga fiind astfel cel mai jucat dramaturg român contemporan în Cehia.

## Biografie
A fost fiul lui Dumitru Țuculescu, medic primar internist, și al Mariei (n. Manta), casnică. A copilărit în Reghin, acolo unde părinții săi s-au stabilit din 1949. Clasele I-VII le urmează la Școala Germană din Reghin (1956-1963), clasa a VIII-a la Liceul de Muzică din Târgu Mureș (secția maghiară), apoi Liceul de Muzică din Cluj (1964-1968), după care urmează Academia de Muzică ”Gh. Dima” din Cluj-Napoca, secția vioară (1968-1972). Între 1967 și 1974 conduce Cercul de teatru și pantomimă ”Atelier”, montând piese din autori clasici și contemporani (între altele o dramatizare după Gabriel Garcia Marquez), precum și piese proprii. După 1990 și-a continuat activitatea teatrală, participând și la festivaluri naționale și internaționale (Franța, Italia, Rusia, Maroc, Canada, Ungaria, Germania, Cipru, Olanda, Cehia etc.). După terminarea facultății este redactor la Radio Cluj (1972-1985), iar după desființarea studioului de radio, din ordinul lui Ceaușescu, devine violonist la Filarmonica de Stat din Cluj-Napoca (1985-1989), apoi este (din 1990 până în prezent) redactor și realizator la TVR Cluj (între 1990 și 1996, șeful secției muzical-culturale). A debutat cu poezii în revista Steaua (1966), debutul publicistic având loc în Amfiteatru (1967), cu articolul Despre teatrul studențesc. Colaborează la Viața Studențească, Amfiteatru, Echinox, Napoca Universitară, Vatra, Tribuna (unde susține, din 2003, rubrica permanentă de publicistică ”Ex Abrubto”, transformată, din 2007, în ”Scrisori către președinte”).
Povestirile sale au fost traduse în Ungaria, Rusia, Austria, Cehia etc. A realizat filme (reportaje) pentru televiziune în Belgia, Tunisia, Egipt, Spania, Portugalia, Austria etc.  A beneficiat de mai multe burse de creație la Paris, Basel, Viena sau Berna. A inițiat colecția ”Scriitori elvețieni de expresie germană” a Bibliotecii revistei Familia din Oradea, în cadrul căreia a tradus zece volume de versuri și proză, și a realizat prima antologie de proză scurtă contemporană elvețiană de expresie germană din România (1997).
A fost membru al Uniunii Scriitorilor din România, membru fondator ASPRO și al Societății Oamenilor de Cultură și Știință Bihor.
Numeroase traduceri din literatura elvețiană contemporană de expresie germană și austriacă contemporană. A publicat peste zece volume de poezie (bilingvă) și cinci volume de proză scurtă la editurile Biblioteca Revistei Familia și Cogito. A publicat, de asemenea, în reviste literare din Rusia, Ungaria și Elveția. 
A fost tradus în limbile germană, cehă, maghiară, franceză și italiană.

## Părerea criticilor
- "Prozator talentat, cursiv, expresiv, Radu Țuculescu e și un tehnician abil, dovadă finețurile de construcție și de stil. Plăcut-realiste, savuros-portretistice și bogate epic, povestirile și romanele sale etalează deopotrivă trăsături complementare sau opuse, de la gustul experimental și până la alunecarea în fabulos și în fantastic. A atins excelența și pe spații mici, în volumele de proză scurtă, și în romane, mai ales în «Povestirile mamei bătrâne» (2006), o capodoperă, una dintre cărțile mari ale literaturii noastre de după 1990 și dintotdeauna. Excepțional prozator, Radu Țuculescu e o prezență impunătoare în literatura română actuala, un scriitor european." (Ion Bogdan Lefter)
- "Prin performanțele sale, Radu Țuculescu se alătură plutonului fruntaș al generației sale, chiar dacă discreția l-a împiedicat să defileze întotdeauna alături de campioni." (Radu G. Țeposu)
- "Radu Țuculescu scrie o proză inconformistă, incomodă, incisivă, ambițioasă prin tendința ei de a depăși o critică socială conjuncturală, vizînd defecte umane și carențe intelectuale permanente, între care prostia, îngîmfarea, egoismul, cupiditatea, cabotinismul, mirajul puterii nu au odihnă și astîmpăr în nici o epocă istorică. E de ajuns să amintesc doar două romane Ora păianjenului (cu Miș Dron, memorabil personaj în negativitatea sa, singular în proza noastră contemporană) ori Degetele lui Marsias, unul dintre cele mai frumoase romane ale literaturii actuale." (Ion Simuț)
- "Imposibil de țintuit într-o formulă oarecare, Radu Țuculescu se lasă greu sedus de programe sau rețete în vogă. Chiar cînd aparent o face, nu cedează niciodată definitiv, continuînd să se miște, neliniștit, între opțiuni divergente...făcînd echilibristică pe lama fină de cuțit între normal și anormal, grav și hilar, patetic și zeflemitor, real și fantastic, umorul negru și cel bonom..." (Monica Spiridon)
- "Explorînd cu precădere zone de umbră ale unei umanități compozite, multiculturale, de periferie central-europeană, Radu Țuculescu trece cu dezinvoltură de al parabola istorică la hiperealism, de la fabulația ”medievalistă” de tip Eco la un realism magic transilvan, de la proza scurtă și jurnalul de călătorie la romanul de largă respirație...." (Paul Cernat)
- "Traduse, romanele Umbra penei de gîscă și Povestirile mameibătrîne ar concura de pe poziții de forță jucăriile estetice ale lui Miorad Pavic și, mai ales, romanele de inteligentă promovare a Orientului turc elaborate de Orhan Pamuk. Transilvania lui Țuculescu, Istanbului lui Pamuk, conturează spații și timpuri din care decurg povești expuse măiestrit...Radu Țuculescu este un autor de talie europeană." (Cristina Balinte)
- "Original, inovator, mereu atent la zgomotele lumii în care trăiește, excelent constructor narativ, Radu Țuculescu este unul dintre prozatorii foarte importanți de astăzi. Romanul său Stalin cu sapa-nainte o dovedește fără putință de tăgadă." (Tudorel Urian)

## Lucrări publicate
- Portocale și cascadori (proză scurtă, Editura Dacia, 1978)
- Grădina suspendată (proză scurtă, Editura Albatros, 1981)
- Vânzătorul de aripi (roman, Editura Dacia, 1982)
- Ora păianjenului (roman, Editura Albatros, 1984)
- Degetele lui Marsias (roman, Editura Dacia, 1985)
- Portrete în mișcare (proză scurtă, Editura Albatros, 1986)
- Umbra penei de gâscă (roman, Editura Dacia 1991)
- Cuptorul cu microunde (proză scurtă, Editura Dacia, 1995)
- Aventuri în anticameră (jurnale, Editura Paralela 45, 2001)
- Liften (proză scurtă, Zalaegerszeg-Ungaria, 1996, trad. Szlafkay Attila)
- Ce dracu se întâmplă cu trenul acesta? (teatru, Editura Eikon, 2004)
- Teatrul transilvan la începutul mileniului III (cronici dramatice, Editura Tribuna, 2004)
- Povestirile mameibătrâne (roman, Editura Cartea Românească, 2006)
- Der Mikrowellenherd (der Roman Eines Plattenbaus in zehn Aufzugen) - Editura Lehner - Viena, 2008 traducere Zorin Diaconescu)
- Antologia Dilingo (zece prozatori români contemporani) (Editura Noran, Budapesta, 2008)
- Stalin cu sapa-nainte (roman, Editura Cartea Românească, 2009)[5]
- Bravul nostru Micsa - trei piese de teatru ( Editura Eikon, 2010)
- Romanul erectil- publicistica (Editura Limes, 2010)
- Femeile insomniacului (roman, ed. Cartea Romaneasca, 2012)
- Mere-vieille racontait (Gingko Edition, Paris 2012, trad. Dominique Ilea)
- Stalin con la zappa in spalla - Aracne editrice, 2013, trad. Danilo De Salazar
- Mierla neagra, roman (Ed. Cartea Romaneasca, 2015)
- Prica Staramajke (Ed Sezam-Belgrad, 2015)
- Staromama vypravi (Ed Dauphin, Praga, 2015)
- A mi derek Miksank!-szinmuvek (Ed Garabontzia, Tg.Mures)
- Antologie de literatura elvetiana de expresie germana, 2 volume (Traducere si prezentare, ed, Biblioteca revistei Familia, 2015)
- Stalin, mit dem Spaten voran! Mitteldeutscher Verlag, Halle (Saale) 2018.
- Măcelăria Kennedy (roman, 2017)
- Uscătoria de partid (proză scurtă, 2019)
- Crima de pe podul Garibaldi (roman, 2022)
- Trei în dormitor, o piesă de teatru și alte povestiri scurte (Shlosha be mita ahat) ebraică, Ed Iton77, Tel Aviv, 2019
- Luna gheboasă - Romanul unui bloc în unsprezece secvențe, Ediția a doua revăzută și adăugită, Ed pentru artă și literatură, București, 2023
- Literatură pentru copii: Ina și ariciul Pit - aventuri în aparatul de fotografiat al bunicului (volI-II, Ed. Corint, 2017) si Uimitoarele peripeții ale liliacului Vico în Mirabelia (Ed. Polirom Junior, 2022)

## Lucrări disponibile online
- 2003 - ** Degetele lui Marsias , Editura LiterNet
- 2004 - ** Ce dracu se întâmplă cu trenul acesta?, Editura LiterNet

## Premii și distincții
- Premiul special pentru pantomimă și dramaturgie (1972)
- Premiul Asociației Scriitorilor Cluj (1984, 1995, 2005)
- Premiul Saeculum pentru roman (1982; acordat de Nicolae Steinhardt)
- Premiul special pentru filmul de televiziune Transilvania în... Spania (Mediawave, Ungaria, Gyor, 1994)
- Premiul Cartea anului (1995)
- Premiul special de proză (Salonul internațional de carte Oradea, 1996)
- Premiul pentru traducere (Saloanele Liviu Rebreanu, 1996)
- Premiul ,,Radu Enescu” (2002)
- Premiul Cartea Anului pentru romanul "Stalin, cu sapa-nainte" (2009)